# Jean-Bernard Descomps
Ne doit pas être confondu avec Joé Descomps-Cormier.
Pour les articles homonymes, voir Descomps.
Jean-Bernard Clovis Marius Descomps né à Agen le 14 mai 1872 et mort à Paris le 10 août 1948 est un peintre et sculpteur français.
Il illustra dans ses œuvres les styles Art nouveau et Art déco.

## Biographie
Jean-Bernard Descomps est élève à l'École des beaux-arts de Paris dans l'atelier d'Alexandre Falguière. Il obtient une mention honorable au Salon de 1901 et une médaille de 3e classe à celui de 1906.
Durant la Première Guerre mondiale, il est mobilisé de janvier 1915 à janvier 1919, notamment au service automobile au front.
Il est nommé chevalier de la Légion d'honneur par décret du 3 avril 1929. Il meurt le 10 août 1948.

## Œuvres dans les collections publiques
- Agen :

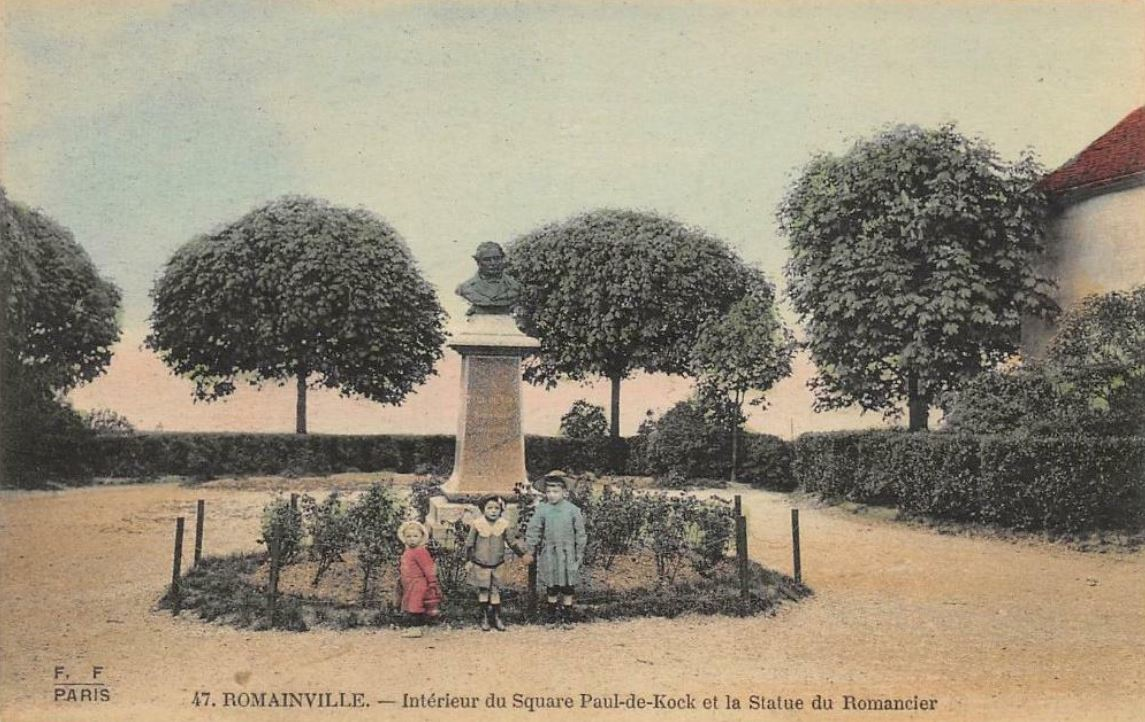
Monument à Paul de Kock (1901), Romainville, square Paul-de-Kock.

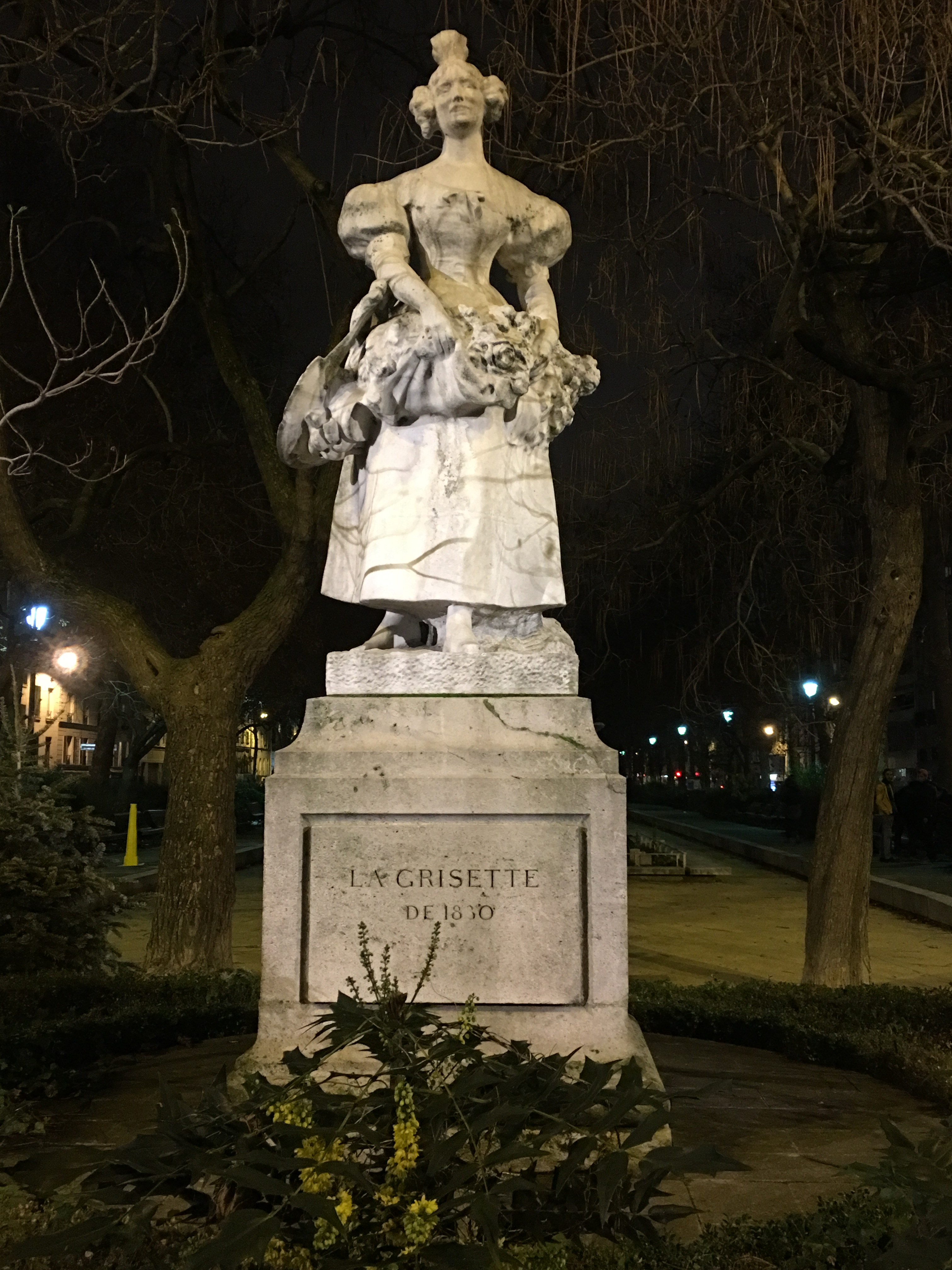
La Grisette de 1830 (1911), Paris, square Jules-Ferry.

  - cimetière : tombe de Théophile de Viau ;
  - mairie : La Musique, statue en pierre[3].
  - préfecture du Lot-et-Garonne : Diane enfant, marbre[4].
- Beauville : Monument aux morts. (L'étude du monument en terre cuite est dans une collection particulière, anciennement offerte au maire du village)

- Brive-la-Gaillarde : Monument au colonel Germain, 1914, envoyé à la fonte en 1942, dans le cadre de la mobilisation des métaux non ferreux , remplacé, volé, puis retrouvé[5].
- Chambon-Feugerolles, mairie : Pomone, statue en pierre[6].
- Charenton-le-Pont, cimetière : Jean Moreau, portrait en médaillon du poilu mort en 1918.
- Paris :
  - angle de l'avenue de la République et du boulevard Richard-Lenoir : Monument à Charles Floquet, 1909, envoyé à la fonte sous le régime de Vichy, dans le cadre de la mobilisation des métaux non ferreux. Il représentait une femme (la France) tendant une petite fille (la jeune  Démocratie) à l'éducateur Floquet, tandis que le génie de l'Éloquence tendait une palme.
  - Bibliothèque nationale de France : Comte Delaborde, 1903, marbre[7].
  - square Jules-Ferry : La Grisette de 1830, 1911[8], statue en pierre. Modèle présenté au Salon de 1909. La statue représente une grisette, telle Mimi Pinson, trottin employé à livrer les fleurs ou les chapeaux achetés à son employeur ou employeuse.
- Romainville, square Paul-de-Kock : Monument à Paul de Kock, 1901, buste en bronze, œuvre détruite[9].
- Sèvres, musée national de Céramique : Nonia, 1904, localisation actuelle inconnue.
- Versailles, mairie : La République, 1899, marbre[10].